# シャルル＝ジュスト・ド・ボーヴォー＝クラン

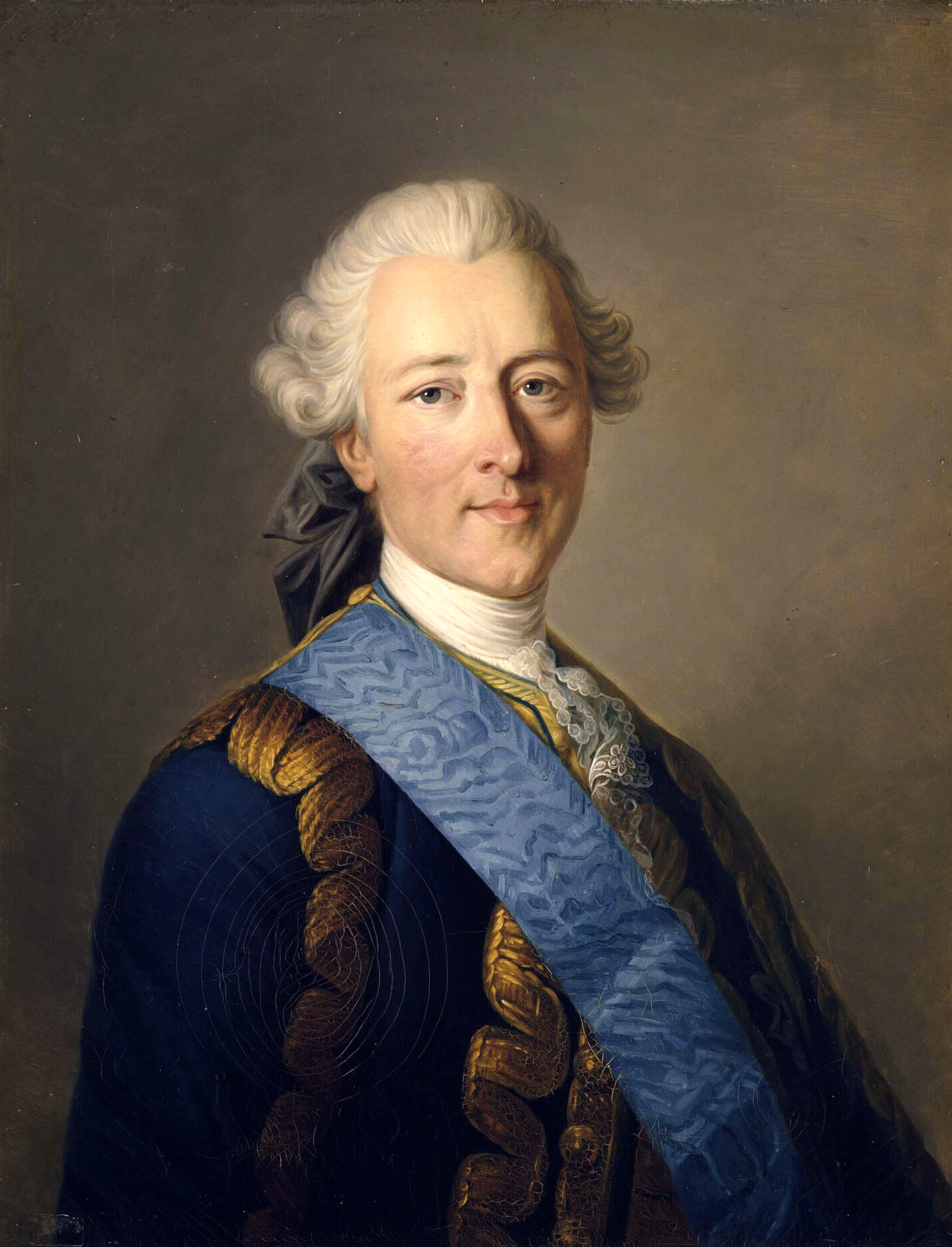
ボーヴォー＝クラン公シャルル＝ジュスト、エリーズ・ブリュイエール画、1834年制作、ヴェルサイユ宮殿美術館蔵

シャルル＝ジュスト・ド・ボーヴォー（Charles-Juste de Beauvau, prince de Beauvau et prince de Craon, 1720年9月10日 リュネヴィル - 1793年5月21日 パリ）は、ブルボン朝末期フランスの貴族、軍人、政治家、学者。ボーヴォー公及びクラン公。陸軍元帥、軍事大臣。アカデミーフランセーズ会員。ボーヴォー元帥（maréchal de Beauvau）の通称で呼ばれた。

## 生涯
ロレーヌ公レオポール及びフランツ父子の寵臣だったマルク・ド・ボーヴォー＝クランと、レオポール公の妾だったアンヌ＝マルグリット・ド・リニヴィル（1686年 - 1772年）の間の20人の子のうちの13番目として、ロレーヌ公国リュネヴィルのオテル・ド・クラン（Hôtel de Craon）で生まれた。父とは違ってフランス軍に入隊し、1738年12月10日騎兵中尉に任官。1740年5月1日ロレーヌ近衛連隊の連隊長（大佐）となり、ベル＝イル公爵の麾下に入って、1742年のプラハ包囲戦で戦功を立てた。1746年5月16日旅団長となり、1748年5月10日陸軍少将に、1758年12月28日陸軍中尉に昇進。七年戦争中の1762年スペインのポルトガル侵攻に援軍として参加し、再び軍功があった。
1747年6月12日ラングドック州知事となり、後にプロヴァンス州知事に転じた。1754年5月11日スペインのグランデ特権を、1757年1月1日にフランスの聖霊勲章を受けた。姉のブーフレール侯爵夫人と同様に著名な文化人だったボーヴォーは、アカデミー・フランセーズに所属し、1771年から1793年まで座席番号28番を占めた。自身で啓蒙的なサロンを主催し、ジャーナリストのジャン・ドヴェーヌ、哲学者ジャン＝フランソワ・ド・サン＝ランベール及び甥で詩人のスタニスラ・ド・ブーフレールなどの人士を引き寄せた。
1783年陸軍元帥に昇叙された。1789年、半年間だけ軍事大臣を務めた。フランス革命前から改革派であったため、恐怖政治下で貴族層への粛清が激化していたにもかかわらず、標的にならず自然死することができた。没地のオテル・ド・ボーヴォー（hôtel de Beauvau）は、ボーヴォー自身が1770年頃ニコラ・ル・カミュ・ド・メジエールに設計・建造させたパリの私邸で、1861年にはフランス内務省が入った。サン＝ジェルマン＝アン＝レーに所有していたもう一つの私邸デュ・ヴァル城（Château du Val）は、相続人によってベンジャミン・フランクリンへと売却された。男子がなく、公位は甥に引き継がれた。

## 子女
生涯に2度結婚した。1745年4月3日ブイヨン公爵の末娘マリー＝ソフィー＝シャルロット（1729年 - 1763年）と結婚し、間に娘1人をもうけた。
- アンヌ＝ルイーズ＝マリー（1750年 - 1834年） - 1767年ポワ公及びムーシー公フィリップ＝ルイ・ド・ノアイユと結婚

最初の妻と死別後、1764年にマリー＝ソフィー＝シルヴィー・ド・ロアン＝シャボー（1729年 - 1807年）と再婚したが、間に子は無かった。